# Gustave Beer
Pour les articles homonymes, voir Beer.
Ne doit pas être confondu avec Gustav Beer.
Gustave Beer (1855-1908) est le fondateur d'une maison de couture à Paris en 1886, devenue la maison Beer, et disparue en 1932 après une série de fusion-acquisition.

## Histoire

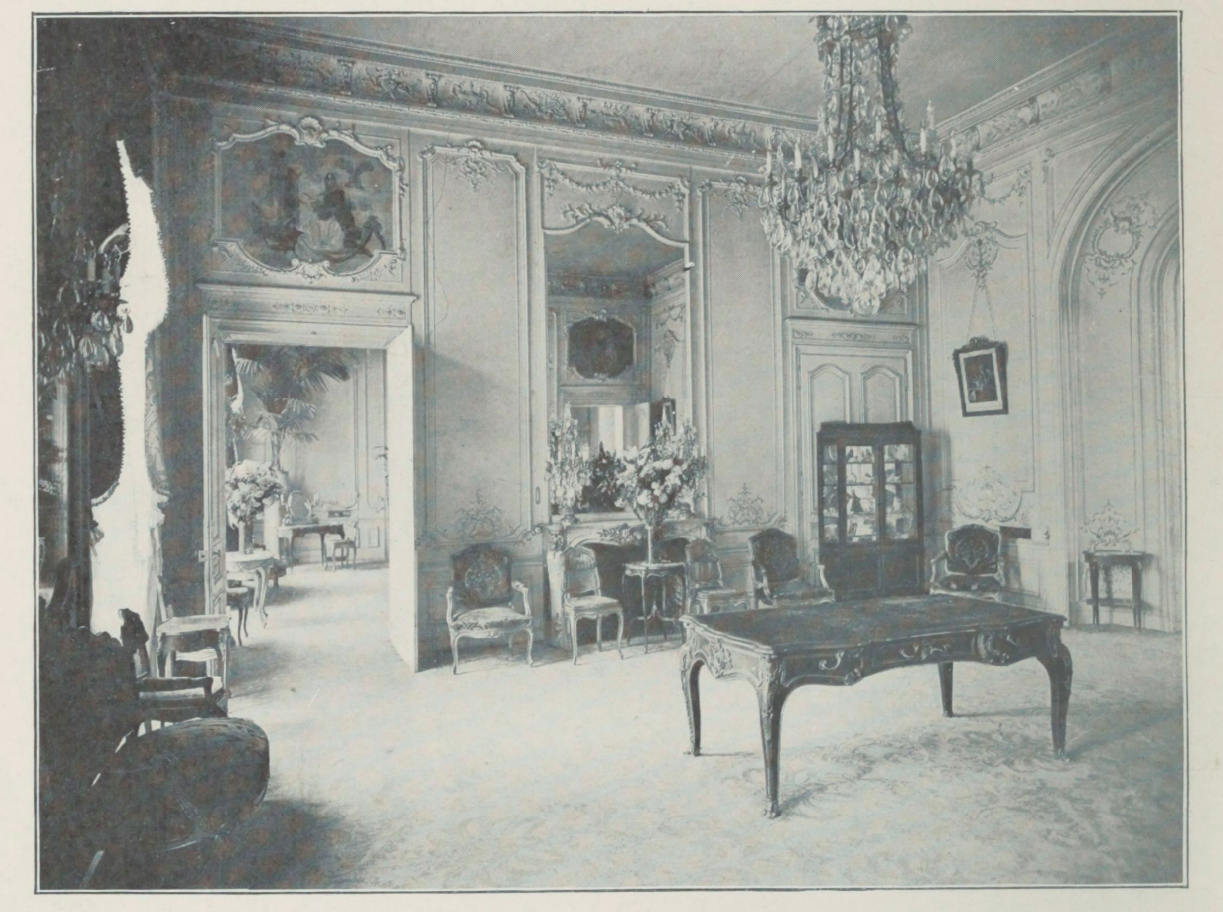
Un des salons de la maison Beer (1909).

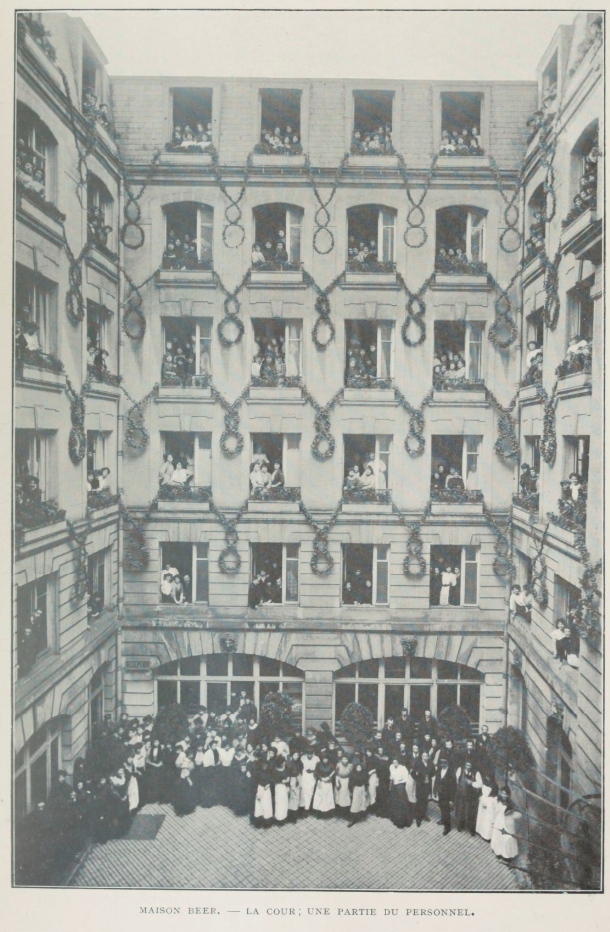
La cour du 7 place Vendôme avec les employées de Beer (1909).

Gustave Beer est né en mai 1855 à Warendorf dans le Royaume de Prusse. Selon sa biographe Mathilde Héliot (2016), sa vie reste à ce jour peu connue. Il aurait débuté en fabriquant des fleurs artificielles, puis devient éventailliste et enfin couturier. Sa présence à Paris est attestée en 1876.
En 1886, il ouvre une première maison spécialisée dans la lingerie fine, boulevard Poissonnière. En 1893, il déménage sa boutique au 4 place de l'Opéra, exposant ses modèles au 19 rue de la Paix. En 1900, délaissant les éventails, il s'installe au 7 place Vendôme, dans l'ancien hôtel Lebas de Montargis, devenant la première maison de mode à s'implanter dans ce quartier,. Il est réputé dès cette époque pour être l'une des grandes maisons parisiennes, ses robes sont saluées par la presse spécialisée. En 1908, la maison Beer emploie plus de 200 employées et dispose de plusieurs salons somptueusement meublés dans le goût du XVIIIe siècle. En 1904, un procès oppose les maisons Paquin et Beer pour contrefaçon, la première remportant son procès en appel.
Il meurt en août 1908 dans son domaine, le château Saint-Léger à Saint-Germain-en-Laye,, auquel succède un certain M. Paillon. Cette maison d'origine allemande donne lieu après 1914 à une série de polémiques, tout comme pour la maison Drecoll.
La maison Beer est très active après la guerre, souvent présente dans le magazine Vogue et la Gazette du bon ton. En 1928, sous l'impulsion de l'homme d'affaires Georges Aubert, elle fusionne avec la maison Drecoll. Mme Germaine en prend la direction. En 1931, Beer-Drecoll fusionne avec la maison Agnès et la marque disparaît au cours des années 1930.

## Conservation
- Collection de robes et d'accessoires, New York, Metropolitan Museum of Art[10].
- Collection, Palais Galliera, musée de la Mode de la ville de Paris.